# Iranci
Pojam Iranci je opši, odnosno demonimski naziv za stanovnike Irana, nezavisno od njihove etničke, jezičke, vjerske ili bilo koje druge pripadnosti.
Kao uobičajeni demonim, termin Iranci ne treba mekšati s etnonimom Perzijanci, koji označava etničke Perzijanci, glavnu etničku grupu Irana.
Perzijanci su uglavnom bili pan-nacionalna grupa koja je predstavljala regionalne narode koji su se nazivali Perzijancima i također koristili naziv Iranci (u etnično-kulturološkom smislu). Neki znanstvenici prepoznaju stanovništvo koje govori perzijski kao posebnu etničku zajednicu, izuzimajući Irance koji govore druge dijalekte perzijskog jezika. Međutim, ovakav pristup može zavarati, jer su se kroz povijest sve etničke grupe u Iranu kolektivno izjašnjavale kao Iranci.

## Etničke grupe
- Perzijanci 65%
- Azeri 16%
- Kurdi 7%
- Luri 6%
- Arapi 2%
- Beludži 2%
- Turkmeni 1%[1]